# Abdoun-híd
Az Abdoun-híd közúti híd, amely az Abdoun-vádi fölött ível át Ammán városában, Jordániában. A hidat 2006. december 14-én adták át a forgalomnak. A híd 417 méter hosszú, leghosszabb nyílása 134 méter. A híd Amman északi részén található és a 4. körgyűrűt köti össze a Zahan utcával.
A hídnak van három Y alakú tartópillére, amelyek közül kettő közt húzódik a híd leghosszabb fesztávja.

## Fordítás
Ez a szócikk részben vagy egészben  az   Abdoun Bridge című angol Wikipédia-szócikk ezen változatának fordításán alapul.  Az eredeti cikk szerkesztőit annak laptörténete sorolja fel. Ez a jelzés csupán a megfogalmazás eredetét és a szerzői jogokat jelzi, nem szolgál a cikkben szereplő információk forrásmegjelöléseként.